# Xinzo de Limia
Xinzo de Limia là một đô thị trong tỉnh Ourense, thuộc vùng Galicia ở tây bắc Tây Ban Nha. Cao 620 mét trên mực nước biển; dân số 10.022 người (INE 2008).